# 斯季格拉
48°55′50″N 25°11′36″E / 48.93056°N 25.19333°E
斯季格拉（烏克蘭語：Стигла），是烏克蘭的村落，位於該國西部捷爾諾波爾州，由喬爾特基夫區負責管轄，處於德涅斯特河畔，始建於1780年，面積1.27平方公里，2007年人口301。